# Claudette Rogers Robinson
Claudette Annette Rogers Robinson (Nueva Orleans, Luisiana, 20 de junio de 1942) es una cantante estadounidense, más conocida como miembro del grupo vocal The Miracles de 1957 a 1972. Su hermano Emerson "Sonny" Rogers fue miembro fundador del grupo, que antes de 1957 se llamaba "The Matadors". Claudette sustituyó a su hermano en el grupo después de que éste fuera reclutado por el ejército estadounidense.
En 2012, Claudette ingresó en el Salón de la Fama del Rock and Roll con el resto de los Miracles originales, incluidos su primo Bobby Rogers, Pete Moore, Ronald White y Marv Tarplin. Fue incluida junto a su exmarido, el cantante de los Miracles Smokey Robinson.

## Biografía
Claudette Rogers y Smokey Robinson se casaron el 7 de noviembre de 1959. Smokey y Claudette tenían planes de formar una familia, pero la dura vida de las giras musicales hizo que Claudette sufriera siete abortos.
Smokey Robinson coescribió el sencillo número uno de Motown "My Girl" con el miembro de Miracles Ronald White en dedicación a Claudette, una canción interpretada sobre todo por The Temptations. La canción iba a ser grabada originalmente por The Miracles.
Los Robinson tienen dos hijos, y ambos llevan nombres que hacen referencia a Motown: Berry William Borope Robinson fue bautizado en honor al jefe de la discográfica Berry Gordy con su primer segundo nombre, "William", en honor a su padre (William "Smokey" Robinson), y su segundo segundo nombre en honor a sus compañeros del grupo Miracles Bobby (Rogers), Ronnie (White) y Pete (Moore), y Tamla Claudette Robinson fue bautizada en honor a la discográfica original de Motown, Tamla Records. con su segundo nombre "Claudette", en honor a su madre.
Smokey Robinson y Claudette se divorciaron en 1986, tras 27 años de matrimonio. El fundador de la Motown, Berry Gordy, otorgó a Claudette el título oficial de "Primera Dama de la Motown", según consta en su autobiografía, porque, como miembro de The Miracles, el primer grupo y la primera grabación de la Motown, fue la primera artista femenina que firmó con un sello discográfico afiliado a la Motown (Tamla). Hace varios años, Claudette empezó a escribir su autobiografía, A Miraculous Life, un libro de sus memorias y de su vida con The Miracles. Robinson es miembro del consejo de la fundación nacional Rhythm & Blues Foundation y de los premios HAL. Su primo y miembro original de The Miracles, Bobby Rogers, realizó giras con la última encarnación de The Miracles por Estados Unidos, Canadá y Europa, hasta su muerte en 2013. Claudette sigue actuando y haciendo algunas apariciones con The Miracles. Se la puede ver en el escenario con The Miracles en directo en el Apollo Theatre en un raro clip de 1962 en la edición en DVD de Motown/Universal de 2006, Smokey Robinson & The Miracles: The Definitive Performances. También se la puede ver en el escenario con los Miracles originales, Smokey Robinson, su primo Bobby Rogers, Pete Moore y Marv Tarplin (pero no con Ronnie White) en la edición en DVD de The "Motown 25" Television Special.

## Polémica en el Salón de la Fama del Rock e ingreso de Miracles en 2012
En 1987, Smokey Robinson ingresó en el Salón de la Fama del Rock and Roll como solista. Sin embargo, en una decisión controvertida, los otros miembros originales de The Miracles -Bobby Rogers, Ronnie White, Pete Moore, Marv Tarplin y Claudette Robinson- no lo fueron.
En 2012 se anunció finalmente que, tras 26 años de espera, Claudette Robinson sería incluida automáticamente y con carácter retroactivo, junto con el resto de The Miracles, en el Salón de la Fama del Rock and Roll, junto con Smokey Robinson, vocalista de los Miracles.

## Película biográfica de 2023
The First Lady of Motown: The Claudette Robinson es un documental biográfico sobre la vida y la carrera de Claudette Robinson, incluidos sus años como miembro fundador de The Miracles. Previsto para 2023 y actualmente en fase de posproducción, incluye entrevistas con su exmarido Smokey Robinson, sus hijos Berry y Tamla Robinson, el fundador de Motown Berry Gordy, Mary Wilson de The Supremes, Martha Reeves de Martha and the Vandellas, Kim Weston, Jayne Kennedy y otros, así como imágenes de archivo de Miracles ya fallecidos: Ronnie White, Pete Moore, Marv Tarplin y su primo, Bobby Rogers.